# Xi (Xinyang)
Xi (chinesisch 息县, Pinyin Xī Xiàn) ist ein Kreis der bezirksfreien Stadt Xinyang in der chinesischen Provinz Henan. Er hat eine Fläche von 1.888 km² und zählt 749.400 Einwohner (Stand: Ende 2018).

## Administrative Gliederung
Auf Gemeindeebene setzt sich Xi aus drei Straßenvierteln, sechs Großgemeinden, zwölf Gemeinden und einem Geologie- und Rohstoffbüro zusammen. Diese sind:
- Straßenviertel Qiaolou (谯楼街道), Sitz der Kreisregierung;
- Straßenviertel Huaihe (淮河街道);
- Straßenviertel Longhu (龙湖街道);
- Großgemeinde Baoxin (包信镇);
- Großgemeinde Caohuanglin (曹黄林镇);
- Großgemeinde Dongyue (东岳镇);
- Großgemeinde Xiangdian (项店镇);
- Großgemeinde Xiaohuidian (小茴店镇);
- Großgemeinde Xiazhuang (夏庄镇);
- Gemeinde Baitudian (白土店乡);
- Gemeinde Balicha (八里岔乡);
- Gemeinde Changling (长陵乡);
- Gemeinde Chenpeng (陈棚乡);
- Gemeinde Ganglidian (岗李店乡);
- Gemeinde Guandian (关店乡);
- Gemeinde Linhe (临河乡);
- Gemeinde Lukou (路口乡);
- Gemeinde Pengdian (彭店乡);
- Gemeinde Sunmiao (孙庙乡);
- Gemeinde Yangdian (杨店乡);
- Gemeinde Zhangtao (张陶乡);
- Büro für Geologie und Rohstoff-Erschließung (地矿局).